# 奇蘭加 (薩爾瓦多)
奇蘭加（西班牙語：Chilanga）是薩爾瓦多的城鎮，位於該國東北部，由莫拉桑省負責管轄，面積34.33平方公里，海拔高度281米，2007年人口9,700，人口密度每平方公里282.55人。